# Q-koortsepidemie in Nederland
De Q-koortsepidemie in Nederland was een uitbraak van Q-koorts in 2007 in Nederland. Het was voor zover bekend de grootste uitbraak van deze ziekte ter wereld. 
Tot 2007 waren er in Nederland gemiddeld vijftien besmettingen van de mens per jaar, veelal bij geitenhouders of hun familieleden. In de eerste helft van 2007 trad een piek van 59 besmettingsgevallen in de provincies Gelderland en Noord-Brabant op. Hiervan waren 27 gevallen in een klein gebied in het oosten van Noord-Brabant geconcentreerd. 
In 2008 vond vervolgens een uitbraak plaats met meer dan duizend  besmettingen. Vooral door vasthoudendheid van huisarts Alfons Olde Loohuis in de Brabantse plaats Herpen, waar al in de zomer van 2007 veel gevallen waren geconstateerd, kwam er meer aandacht voor de besmettingen. Doordat volksgezondheidsbelangen het aflegden tegen boerenbelangen duurde het echter nog lang voordat effectieve maatregelen werden genomen.
In 2009 werd duidelijk dat de ziekte zich over een groot deel van Nederland had verspreid, in totaal zijn vierduizend ziektegevallen geregistreerd. Er zijn volgens de officiële telling ten minste 25 mensen aan de complicaties van Q-koorts overleden. Volgens het Rijksinstituut voor Volksgezondheid en Milieu is er bij de officiële cijfers sprake van onderschatting; de werkelijke cijfers zijn vrijwel zeker aanzienlijk hoger. Stichting Q-support stelde eind mei 2016 het dodental naar boven bij naar 74 doden. November 2018 werd het aantal dodelijke slachtoffers naar boven bijgesteld op 95.

## Behandeling
Om de behandeling van patiënten beter te organiseren en meer kennis over effectieve behandelwijzen te vergaren heeft het Jeroen Bosch Ziekenhuis in 's-Hertogenbosch in 2009 een specifieke polikliniek voor Q-koortspatiënten ingesteld. Er melden zich anno 2014 nog steeds patiënten die nooit last hebben ondervonden van acute ziekteverschijnselen maar nu aan de chronische vorm van de aandoening blijken te lijden. Begin 2014 riep dit ziekenhuis de inwoners van het sterk getroffen dorp Herpen op voor een bevolkingsonderzoek waarmee de aanwezigheid van afweerstoffen tegen de infectie in het bloed, en dus de blootstelling eraan, kan worden vastgesteld. Het doel is mede de gevolgen van een chronische Q-koortsbesmetting beter in kaart te brengen en te begrijpen. 

## Maatregelen
De mens kan niet alleen besmet worden door koeien, schapen en geiten, maar ook door honden, katten, vogels en teken. De GGD deed tijdens de epidemie onderzoek naar de bron maar kreeg geen medewerking van het ministerie van landbouw.
Er is in Nederland, anders dan in Australië, nog geen voor mensen goedgekeurd vaccin tegen de ziekte. Voor dieren is dat er wel, zij worden sinds april 2009 verplicht gevaccineerd. In 2010 moet blijken of dat geholpen heeft, samen met maatregelen die de hygiëne in de stallen van de intensieve geitenhouderij moet verbeteren. 
Door de overheid werd besloten alle drachtige geiten en schapen en de bokken en rammen op besmette bedrijven vanaf 21 december 2009 door middel van injecties te doden. De dode dieren werden naar een destructiebedrijf gebracht. Tot 1 juli 2010 mocht er met geiten niet gefokt worden.
Op 8 juli 2010 ging er een persbericht uit van het ministerie van Landbouw en het ministerie van Volksgezondheid, dat de maatregelen in verband met Q-koorts zouden worden versoepeld vanaf 15 juli. Volgens ministers Verburg en Klink bleek uit onderzoek dat het vaccin voor dieren effectief zou zijn. De versoepeling gold voor zowel besmette als niet-besmette bedrijven. Alle geiten- en schapenhouderijen zouden vanaf 15 juli 2010 weer mogen starten met fokken. Tweede Kamerlid Janneke Snijder-Hazelhoff (VVD) kwam hierop met een motie, waarna deze beslissing werd ingetrokken. Op 18 oktober 2012 werd er opnieuw Q-koorts gesignaleerd, deze keer in het Brabantse Hulten, op een melkgeitenbedrijf met 950 geiten. Het bedrijf was eerder met de Q-koortsbacterie besmet, maar na vaccinatie van de dieren vrij verklaard. Er waren in oktober 2012 nog 31 bedrijven niet vrij verklaard.
Begin 2014 promoveerde Lenny Hogerwerf op de effectiviteit van het vaccineren van mens en dier.

## Verantwoordelijkheid
De Nationale Ombudsman Alex Brenninkmeijer heeft de oud-ministers Ab Klink (gezondheid) en Gerda Verburg (landbouw) opgeroepen voor een openbare hoorzitting op 24 april 2012 met betrekking tot het optreden van de overheid aangaande de Q-koortsuitbraak. Op 19 juni bracht hij een rapport uit. De Ombudsman concludeert daarin dat de overheid het vertrouwen van de burgers ernstig heeft geschonden doordat er onvoldoende aandacht was voor voorlichting over het besmettingsgevaar en gezondheidsklachten niet of te laat werden erkend. Ook hekelt hij het feit dat oplossingen op maat zijn uitgebleven en de verantwoordelijke ministers niet hebben willen aangeven een en ander te betreuren. De regering stelde 10 miljoen beschikbaar voor de slachtoffers maar bood geen excuses aan. Op 11 april 2013 voerde de Tweede Kamer een debat over de nasleep.
In 2014 startte zoals hierboven reeds gemeld, een vervolgonderzoek in Herpen, waar de eerste uitbraak was.
Op 4 september 2014 dienden 320 slachtoffers een collectieve claim in jegens de Staat, die door toen staatssecretaris Sharon Dijksma werd afgewezen. Wel kwam de Nederlandse overheid in 2017 met een tegemoetkoming voor Q-koortspatiënten ter hoogte van 15,5 miljoen euro.

## Trivia
De Q-koortsuitbraak in Nederland in 2007 inspireerde de professionele "klokkenluider" ex-huisarts Alfons Olde Loohuis om ten behoeve van de opleiding van aankomende huisartsen een educatief spel te ontwikkelen, dat hun bewustzijn omtrent het gevaar van infectieziekten moet verhogen. Het spel schetste - een 10 jaar eerder verzonnen - gedetailleerd scenario, dat in sterke mate wordt bewaarheid door de coronacrisis in Nederland, met o.a. de infectie-overdracht van dier op mens, longklachten bij mensen, deels heftig tot dodelijk, hamsteren door paniekerige consumenten, het EK voetbal wordt verschoven, enz.